# All-Star Game de la NBA 1954
El cuarto All-Star Game de la NBA de la historia se disputó el día 21 de enero de 1954 en el Madison Square Garden de la ciudad de Nueva York. El equipo de la Conferencia Este estuvo dirigido por Joe Lapchick, entrenador de New York Knicks y el de la Conferencia Oeste por John Kundla, de Minneapolis Lakers. La victoria correspondió al equipo del Este, tras una prórroga, por 98-93, siendo elegido MVP del All-Star Game de la NBA el base de Boston Celtics Bob Cousy, que consiguió 20 puntos, 11 rebotes y 4 asistencias. El partido fue seguido en directo por 16.487 espectadores. Se llegó a los últimos segundos del partido con ventaja del Este por dos puntos, pero cometieron una falta personal sobre George Mikan, quien anotó los dos tiros libres, llevando el partido a la prórroga. En el tiempo extra, Bob Cousy anotó 10 puntos, asegurando la victoria de su equipo. en un primcipio había sido elegido como MVP Jim Pollard de los Lakers, pero una nueva votación dio el premio a Cousy.

## Estadísticas

### Conferencia Oeste
Entrenador: John Kundla, Minneapolis Lakers
| CONFERENCIA OESTE   |     |     |     |     |     |     |     |     |
| Jugador, Equipo     | MIN | TCA | TCI | TLA | TLI | REB | AST | PTS |
| Jim Pollard, MIN    | 41  | 10  | 22  | 3   | 5   | 3   | 3   | 23  |
| Bobby Wanzer, ROC   | 35  | 5   | 13  | 2   | 3   | 2   | 6   | 12  |
| Bob Davies, ROC     | 31  | 8   | 16  | 2   | 3   | 5   | 5   | 18  |
| George Mikan, MIN   | 31  | 6   | 18  | 6   | 8   | 9   | 1   | 18  |
| Mel Hutchins, MIL   | 31  | 1   | 8   | 1   | 2   | 4   | 2   | 3   |
| Larry Foust, FTW    | 27  | 1   | 9   | 1   | 1   | 15  | 0   | 3   |
| Slater Martin, MIL  | 23  | 1   | 5   | 0   | 0   | 0   | 3   | 2   |
| Arnie Risen, ROC    | 20  | 4   | 10  | 0   | 1   | 7   | 0   | 8   |
| Andy Phillip, FTW   | 19  | 1   | 4   | 0   | 1   | 3   | 3   | 2   |
| Don Sunderlage, MIL | 6   | 1   | 2   | 2   | 2   | 0   | 1   | 4   |
| Totales             | 265 | 38  | 107 | 17  | 26  | 48  | 24  | 93  |

MIN: Minutos. TCA: Tiros de campo anotados. TCI: Tiros de campo intentados. TLA: Tiros libres anotados. TLI: Tiros libres intentados. REB: Rebotes. AST: Asistencias. PTS: Puntos

### Conferencia Este
Entrenador: Joe Lapchick, New York Knicks
| CONFERENCIA ESTE    |     |     |     |     |     |     |     |     |
| Jugador, Equipo     | MIN | TCA | TCI | TLA | TLI | REB | AST | PTS |
| Bob Cousy BOS       | 34  | 6   | 15  | 8   | 8   | 11  | 4   | 20  |
| Ray Felix, BLB      | 32  | 4   | 8   | 5   | 5   | 11  | 1   | 13  |
| Bill Sharman, BOS   | 30  | 6   | 9   | 2   | 4   | 2   | 3   | 14  |
| Carl Braun, NYK     | 29  | 4   | 8   | 1   | 1   | 4   | 2   | 9   |
| Harry Gallatin, NYK | 28  | 0   | 2   | 5   | 6   | 18  | 3   | 5   |
| Ed Macauley, BOS    | 25  | 4   | 11  | 5   | 6   | 1   | 3   | 13  |
| Dolph Schayes, SYR  | 24  | 1   | 3   | 4   | 6   | 12  | 1   | 6   |
| Dick McGuire, NYK   | 24  | 2   | 5   | 0   | 0   | 4   | 2   | 4   |
| Neil Johnston, PHI  | 20  | 2   | 9   | 2   | 4   | 7   | 2   | 6   |
| Paul Seymour, SYR   | 19  | 2   | 6   | 4   | 4   | 1   | 3   | 8   |
| Totales             | 265 | 31  | 76  | 36  | 44  | 71  | 24  | 98  |

MIN: Minutos. TCA: Tiros de campo anotados. TCI: Tiros de campo intentados. TLA: Tiros libres anotados. TLI: Tiros libres intentados. REB: Rebotes. AST: Asistencias. PTS: Puntos